# Christoph Nako
Christoph Nako (ungarisch Nákósz Kristóf, * 1745 in Dojran, Osmanisches Reich; † 4. Dezember 1800 in Pest, Ungarn) war ein ungarischer Großgrundbesitzer, Kaufmann und Mäzen mit mazedonischen Wurzeln.
Gemeinsam mit seinem Bruder Cyrill kam Christoph im Jahr 1760 aus osmanischen Mazedonien ins Banat nach Großkomlosch (ungar. Nagykomlós, rumän. Comloșu Mare), wo sie in der Gegend um Großsanktnikolaus (ungarisch Nagyszentmiklos, rumän. Sânnicolau Mare), Altbeschenowa (ungar. Óbesenyő, heute rumän. Dudeștii Vechi) und Marienfeld (ungar. Máriafölde, rumän. Teremia Mare) ausgedehnte Ländereien pachteten und schließlich 1781 erwerben konnten. Mit ihren landwirtschaftlichen Erzeugnissen betrieben sie im ganzen Reich Handel und belieferten schließlich auch die Armee. Als Grafen von Nagyszentmiklós wurden sie am 27. Februar 1784 in den ungarischen Adelsstand erhoben. Auf einem dieser Gründe wurde 1799 der Schatz von Nagyszentmiklós entdeckt, der sich heute im Kunsthistorischen Museum in Wien befindet.
Bekannt wurde Christoph Nako aber auch wegen der zahlreichen Stiftungen, die er tätigte oder über die er testamentarisch verfügte. Dazu zählten die Ackerbauschule in Nagyszentmiklós, das griechisch-wallachische National-Spital in Pest und die zu errichtende Griechische Nationalschule in Wien. Er überschritt dabei konfessionelle Grenzen, indem er „einer jeden katholischen, griechisch nicht unirten und protestantischen Kirche“ auf seinen Gütern im Banat 100 Gulden vermachte. Seine Verbindung reichten bis in das schlesische Chemnitz, von wo er Sachsen auf seinen ungarischen Gütern ansiedeln wollte.